# Порубатка
Порубатка — река в России, протекает по Фёдоровскому и Ершовскому районам Саратовской области. Длина реки составляет 10 км.
Начинается из пруда Порубатка западнее села Сокорная Балка. Течёт в юго-юго-восточном направлении по открытой местности. Устье реки находится в 608 км по правому берегу реки Малый Узень.
Основной приток — балка Сокорная — впадает слева.

## Данные водного реестра
По данным государственного водного реестра России относится к Уральскому бассейновому округу, водохозяйственный участок реки — Малый Узень. Речной бассейн реки — Бассейны рек Малый и Большой Узень (российская часть бассейнов).
Код объекта в государственном водном реестре — 12020000112112200000245.